# Piazza della Vittoria (Genova)
Piazza della Vittoria è una delle piazze più centrali e grandi di Genova, situata a pochi passi dalla stazione ferroviaria di Genova Brignole e dal moderno centro direzionale di Corte Lambruschini.

## Storia

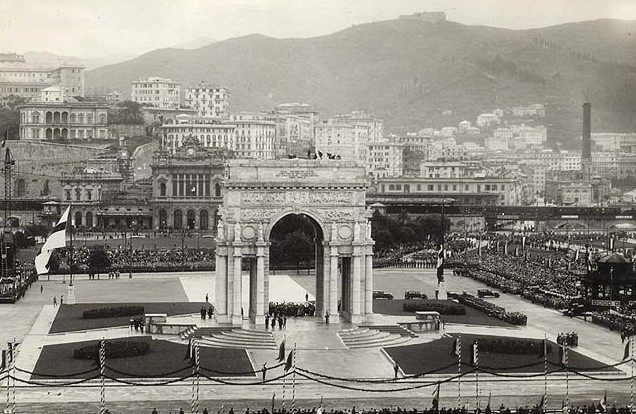
31 maggio 1931: inaugurato l'Arco della Vittoria (Monumento ai Caduti)

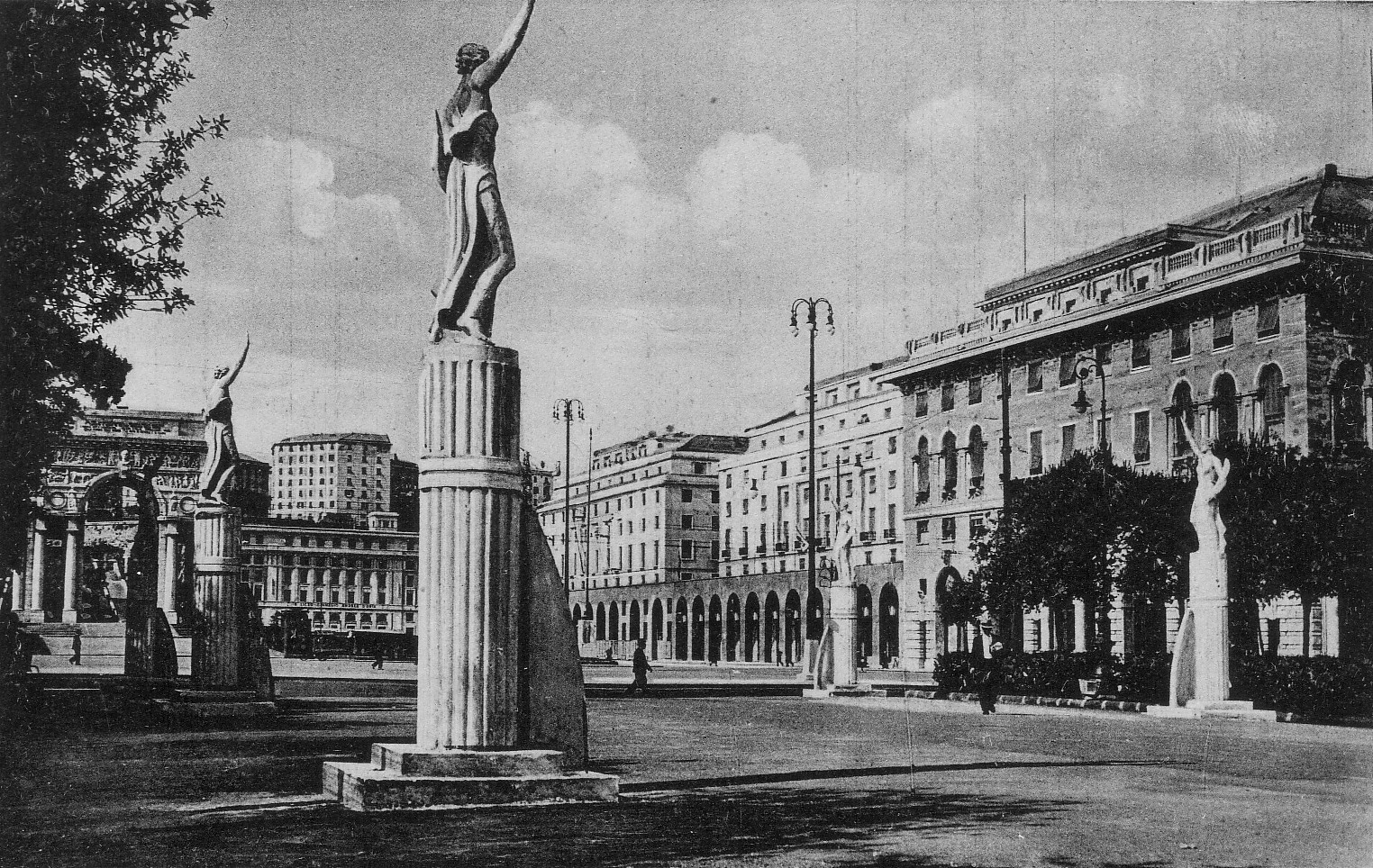
I fasci littori in Piazza Verdi, con Piazza della Vittoria sullo sfondo.

La zona adiacente alla piazza risulta abitata da epoche molto antiche. Durante gli anni '80, infatti, nell'ambito dei lavori per la realizzazione di un parcheggio sotterraneo e per la risistemazione della piazza, vennero ritrovati i probabili resti di una palafitta, datata in un periodo compreso tra il 4790 a.C. e il 4460 a.C.. Un paio di decenni dopo, nella zona vicina alla stazione di Brignole, venne ritrovato un muro a secco lungo 12 m (ritenuto dopo gli studi il muro di contenimento di una strada) con vicino resti di focolari e di un canale, risalente a un periodo a cavallo tra il III e il II millennio a.C.. Questi ritrovamenti hanno indotto gli archeologi a credere che in antichità fossero presenti in zona insediamenti significativi e che nella vicina foce del torrente Bisagno fosse presente un antico porto fluviale.
Prima della realizzazione della piazza della Vittoria negli anni trenta del Novecento, esisteva in quest'area pianeggiante, oltre all'ampia foce del torrente Bisagno, un vasto prato, ricavato dalla demolizione, avvenuta nel 1892 in occasione delle manifestazioni per i quattrocento anni dalla scoperta dell'America, delle cosiddette Fronti Basse sul Bisagno, che costituivano il fronte della cinta muraria levantina del Seicento. Tale spianata, oltre a essere luogo di passeggiate per la popolazione, fu sede di esposizioni, a cominciare dalle stesse Colombiane del 1892, parate e luna-park. Nella spianata aveva tenuto i suoi spettacoli anche il circo di Buffalo Bill, quando nella sua tournée in Europa aveva fatto tappa a Genova all'inizio del Novecento; dell'avvenimento resta una significativa documentazione fotografica. Una piccola area di questa spianata era dedicata al gioco del pallone e alle prime uscite in velocipede.
Su questa piazza si tennero le celebrazioni eucaristiche durante varie visite papali. Fra queste, il 22 settembre 1985, quella di Giovanni Paolo II in visita pastorale alla città e all'arcidiocesi, con la beatificazione di Virginia Centurione Bracelli. Lo stesso Giovanni Paolo II vi celebrò nuovamente la messa il 14 ottobre 1990 durante la sua seconda visita alla città. Una successiva celebrazione eucaristica vi fu celebrata durante la visita papale di Papa Benedetto XVI nel 2008. L'11 luglio 2020, il neo-eletto arcivescovo di Genova Marco Tasca vi ha ricevuto l'ordinazione episcopale e compiuto la presa di possesso dell'Archidiocesi: la celebrazione ebbe luogo all'aperto in questa piazza a causa della pandemia di Covid-19 ancora in corso.
Negli anni novanta è stato realizzato sotto la piazza, in corrispondenza dell'Arco della Vittoria, un parcheggio sotterraneo, che affianca l'area all'aperto anch'essa adibita a parcheggio. Durante gli scavi del parcheggio vennero alla luce le fondamenta delle precedenti Fronti Basse. Il parcheggio è stato dato in concessione alla APCOA Parking AG per 99 anni.
Nel 2004 la piazza fu la sede di partenza del cronoprologo della prima tappa dell'87º Giro d'Italia in cui Luca D'Alessandro arrivò secondo dopo Bucci.
Dal settembre 2009 la piazza ospita annualmente l'"Oktoberfest Genova"; l'unico Oktoberfest ufficialmente riconosciuto dalle autorità bavaresi.
Dai primi anni 2000, grazie alle dimensioni, la piazza ha ospitato diversi eventi e concerti, tra i quali quelli dei Buio Pesto, la tappa genovese del CocaCola Live@MTV 2005, con ospiti i Gemelli Diversi, Nek e Laura Pausini, e il concerto di Lucio Dalla e Francesco De Gregori durante la Notte Bianca del settembre 2010, nonché Antonello Venditti ed Edoardo Bennato nella Notte Bianca del 2011. Nel 2023, nel periodo estivo, è stata sede di una serie di concerti con Elodie, Achille Lauro, Francesca Michielin, Francesco Gabbani, Paola e Chiara, gIANMARIA, Dardust, I Cugini di Campagna,  Alfa, Elettra Lamborghini, Coma Cose, Dargen D'Amico, Mara Sattei, Rovazzi e Orietta Berti, The Kolors, Pan-Pot e altri.

## Descrizione
La stazione ferroviaria di Genova Brignole e piazza della Vittoria sono separate dai giardini e i vialetti alberati della grande piazza intitolata a Giuseppe Verdi, che al capoluogo ligure fu molto legato.
Assieme a piazza De Ferrari (alla quale è congiunta attraverso via XX Settembre, un tempo via Giulia) e all'area del Porto antico, piazza della Vittoria - intitolata in onore dell'Italia dopo la prima guerra mondiale - è uno dei fulcri del centro cittadino.
È anche una fra le piazze più grandi della città, che, per la sua struttura urbanistica e per la particolare orografia, non può contare su grandi slarghi quanto piuttosto - specie in prossimità del centro storico - su anguste piazzette ancora articolate su quello che era l'aspetto topografico della città in epoca medioevale.
Fino all'inizio del XX secolo era chiamata "Piazza di Francia": prima che avvenisse la copertura del torrente Bisagno, che la ripercorre perpendicolarmente al mare, la piazza - alla quale si accedeva dall'antica Porta Pila, che apriva sulla Corte Lambruschini (un tempo Borgo Pila) - era adibita a luogo di raduno per parate militari e, come tale, era conosciuta dai genovesi come la Piazza d'Armi (e tutt'oggi è sede di parate in occasione di manifestazioni di carattere ufficiale).
Nel 1914 la vasta piazza ospitò il Centro fieristico dell'Esposizione Internazionale di Igiene e Marina.
Mentre sul lato ovest si accede a via XX Settembre e a piazza De Ferrari, al lato est della piazza, la copertura del Bisagno (su cui corre il viale delle Brigate Partigiane) porta al quartiere fieristico della Foce e al rinomato corso Italia, la passeggiata a mare per antonomasia dei genovesi.
Sullo sfondo della piazza, caratterizzata da un imponente arco di trionfo - l'arco della Vittoria - monumento ai caduti della prima guerra mondiale realizzato negli anni trenta del Novecento, ornato di statue e bassorilievi di vari artisti (tra le altre alcune di Eugenio Baroni), il liceo ginnasio Andrea D'Oria intitolato all'ammiraglio Andrea Doria e, a lato, la scalinata delle Caravelle (in realtà scalinata del Milite ignoto) che porta alla collina di Carignano (circonvallazione a mare) e all'Ospedale Galliera.
Nel prato inclinato tra le due scalinate sono raffigurate nell'erba le tre caravelle di Colombo.
L'edificazione della piazza, come evidenzia l'architettura degli eleganti palazzi in marmo travertino, risale all'epoca fascista, e più precisamente a metà degli anni trenta, su progetto dell'architetto Marcello Piacentini, che si avvale, soprattutto per la realizzazione dei palazzi, della collaborazione di architetti locali. Infatti sono coinvolti anche Beniamino Bellati e lo scultore Giuseppe Dazzi per i palazzi Jacazio, Cristoforo Ginatta per il Palazzo Nafta, un tempo sede della Shell italiana, Giuseppe Tallero per il Palazzo Angiolini. Lo stesso Piacentini progetta il Palazzo INPS ed insieme a Aldo Camposampietro i palazzi Garbarino e Sciaccaluga; insieme agli artisti Dazzi e Edoardo De Albertis è l'autore dell'Arco della Vittoria (Monumento ai Caduti, 1924-31).
Nei palazzi che circondano la piazza hanno sede i consolati del Perù e del Regno Unito e la sede locale dell'Ente Nazionale Idrocarburi.

## Edifici adiacenti alla piazza
- Palazzo Nafta
- Palazzo INPS
- Palazzi Jacazio
- Palazzi Garbarino e Sciaccaluga
- Palazzo Angiolini
- Palazzo Cassa di Risparmio
- Arco della Vittoria (Monumento ai Caduti)

## Galleria d'immagini

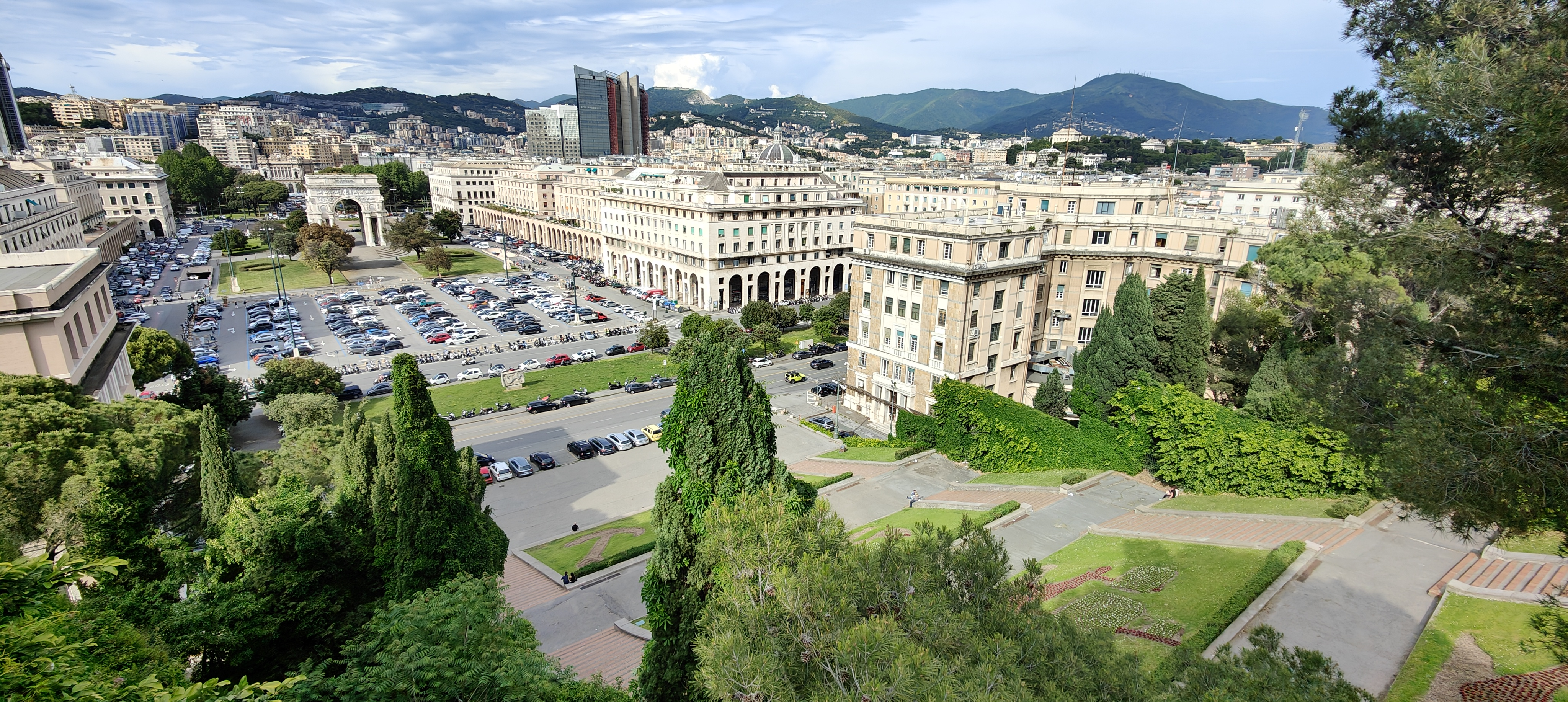
Spettacolare vista panoramica della piazza da via Mura delle Cappuccine, con la scalinata fra il Liceo Doria e il Palazzo della Questura
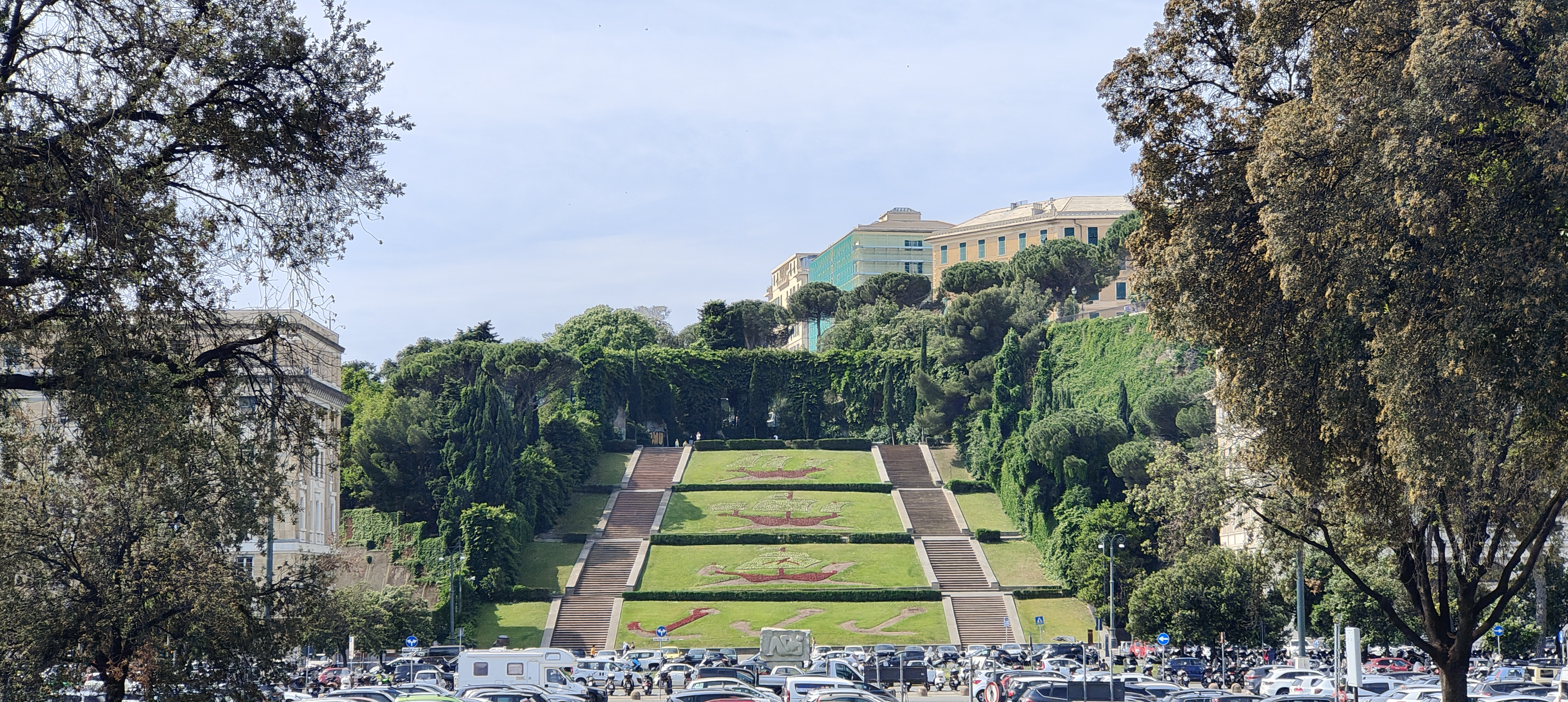
Vista dall'Arco della Vittoria in direzione della scalinata con le Caravelle
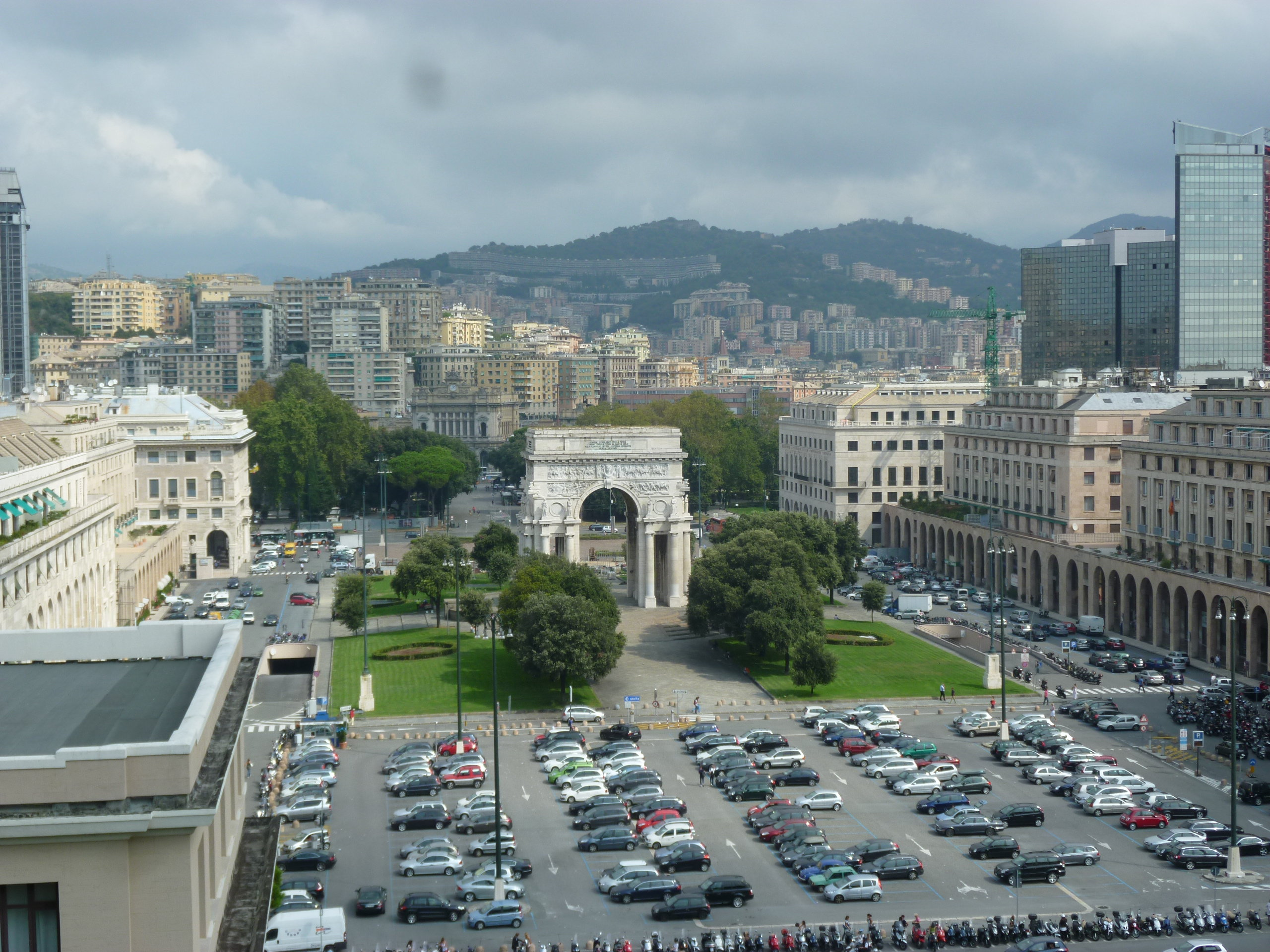
Una vista dall'alto dell'Arco della Vittoria
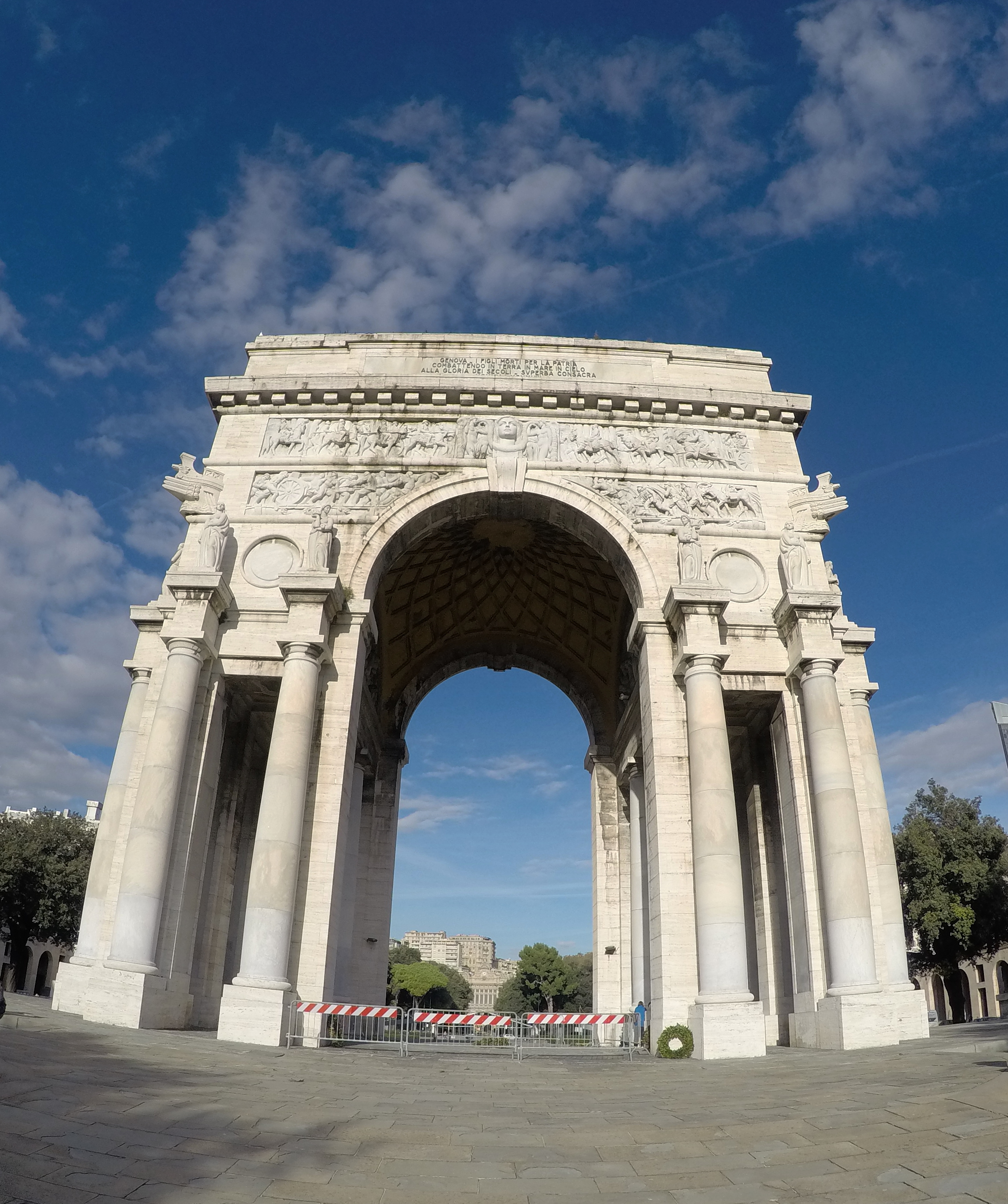
L'Arco posto al centro dell'ampia piazza
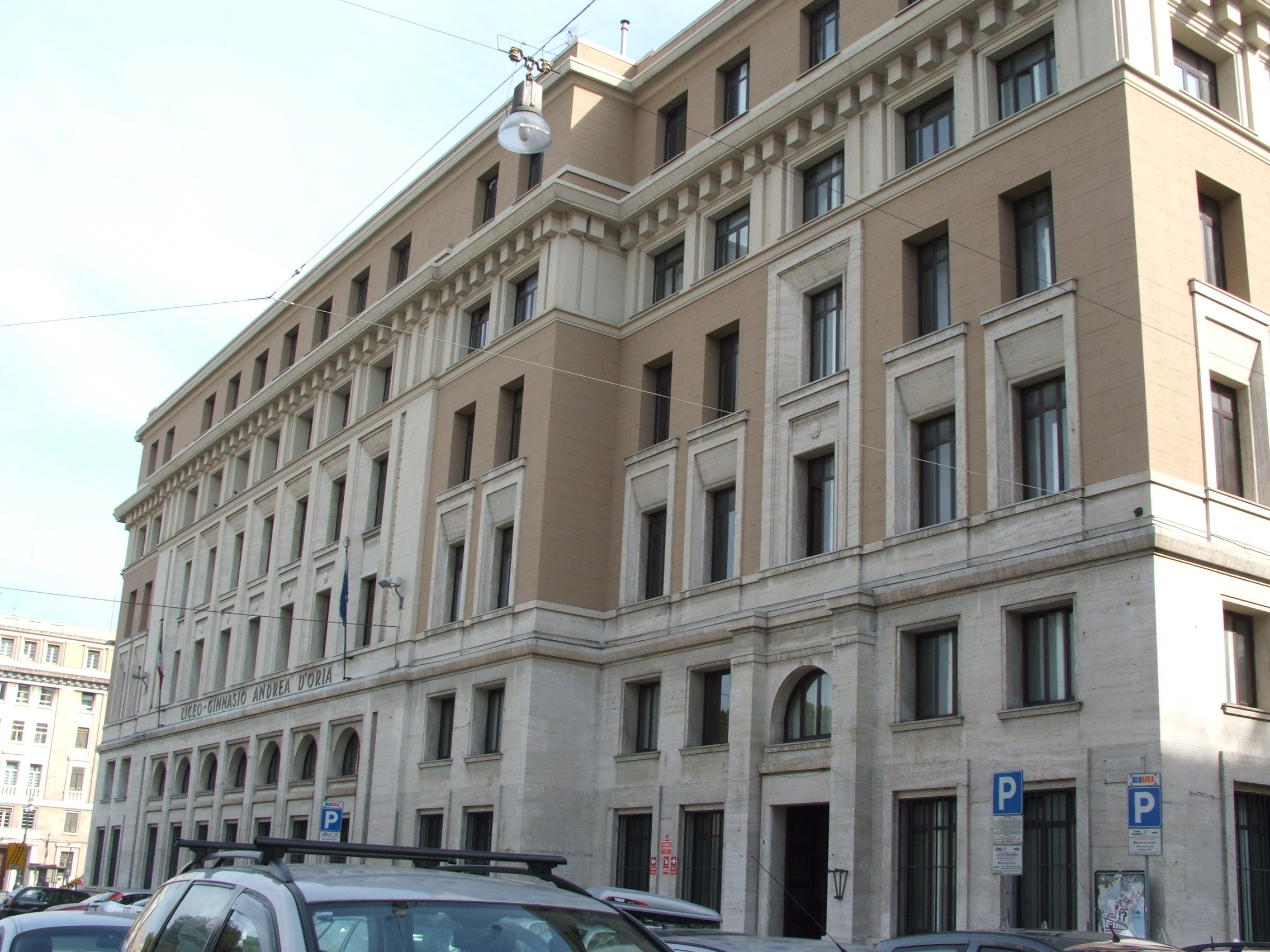
Il Liceo ginnasio Andrea D'Oria
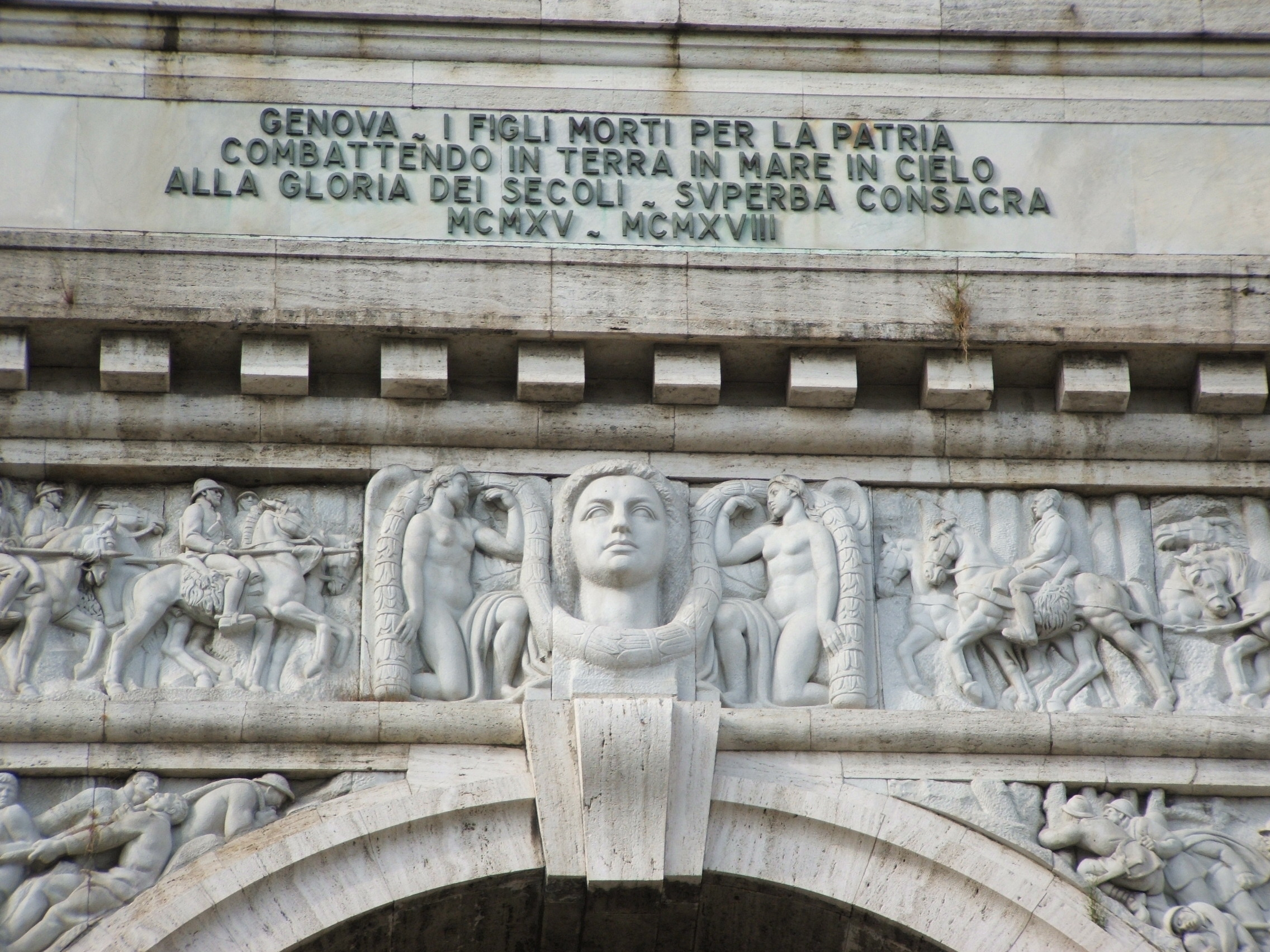
Iscrizione sull'Arco della Vittoria
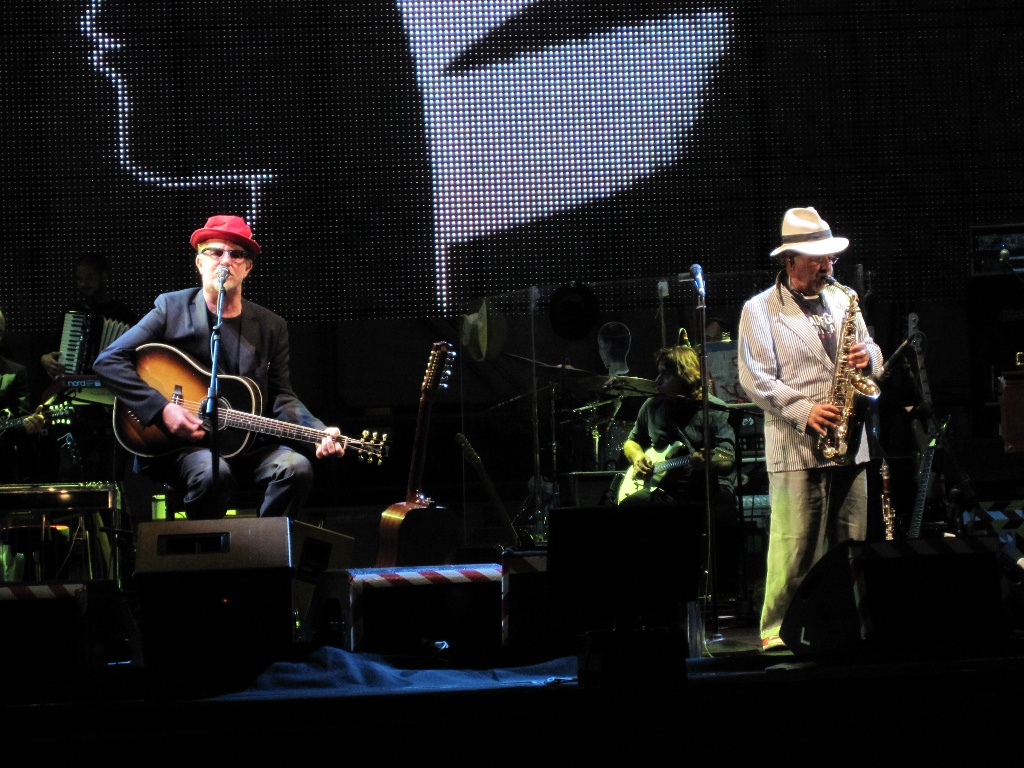
Lucio Dalla e Francesco De Gregori durante il concerto in piazza del 2010